# Bagliettoa parmigera
Bagliettoa parmigera är en lavart som först beskrevs av J. Steiner, och fick sitt nu gällande namn av Vezda & Poelt. Bagliettoa parmigera ingår i släktet Bagliettoa och familjen Verrucariaceae.  Arten är reproducerande i Sverige. Inga underarter finns listade i Catalogue of Life.